# Fjällkronad stubbstjärt
Fjällkronad stubbstjärt (Urosphena squameiceps) är en liten asiatisk fågel i familjen cettisångare inom ordningen tättingar. Den häckar i sydöstra Ryssland, nordöstra Kina, Korea och Japan. Vintertid flyttar den till Sydostasien. IUCN kategoriserar den som livskraftig.

## Utseende och läte
Fjällkronad stubbstjärt är en liten (9,5-10,5 cm) och knubbig fågel med tunn, spetsig näbb och som namnet avslöjar mycket kort stjärt. Ovansidan är rödbrun och undersidan vit. Fötter och ben är blekrosa. På huvudet syns ett mycket långt ögonbrynsstreck ovan ett tydligt svart ögonstreck. Sången som hörs på häckplats är ett diskant cikadaliknande "see-see-see-see-see-see".

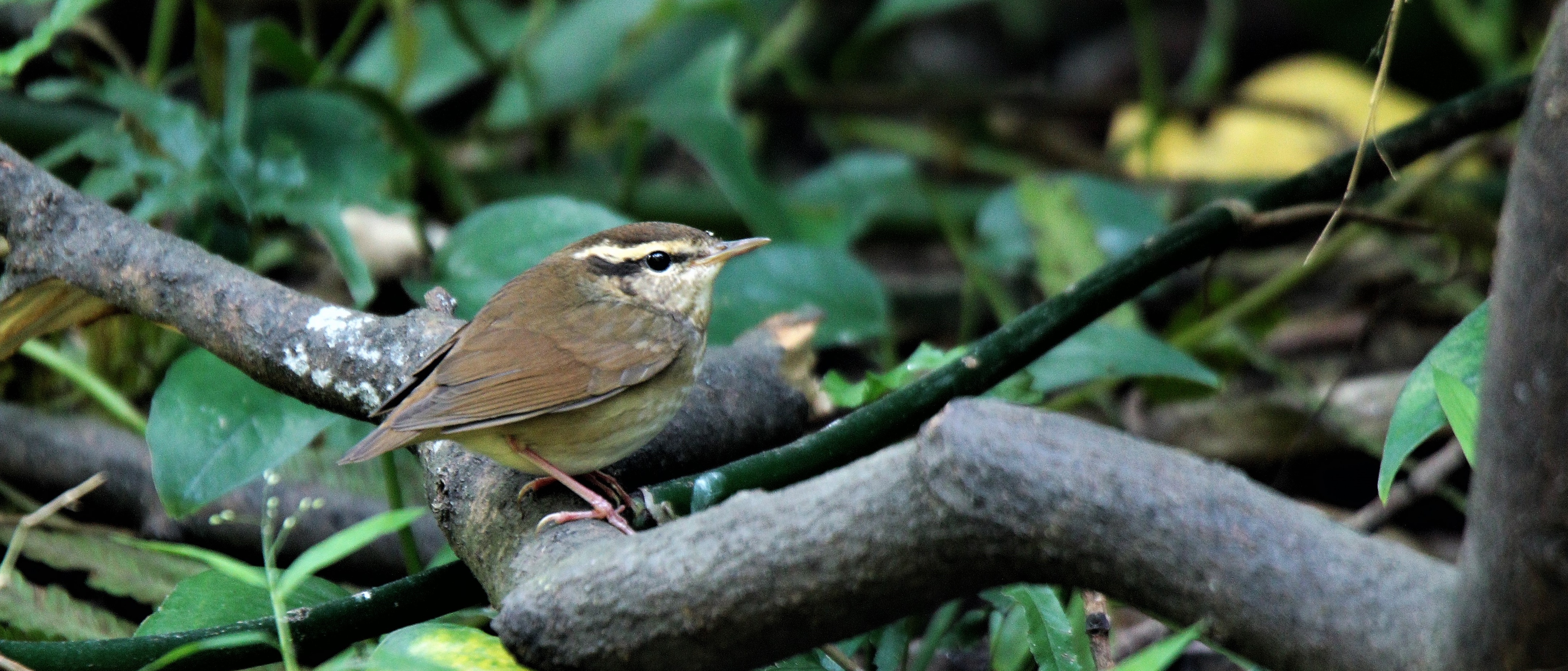

## Utbredning och systematik
Fågeln häckar i östra Asien, i sydöstra Ryssland (södra Ussuriland), nordöstra Kina (sydöstra Heilongjiang, sydöstra och östra Jilin och östra Liaoning), Korea, södra Sachalin, södra Kurilerna och Japan. Vintertid flyttar den till sydöstra Kina, Taiwan och Sydostasien så långt söderut som norra Malackahalvön. Tillfälligt har den observerats i Nepal, Bangladesh, Indien och Filippinerna. Den behandlas som monotypisk, det vill säga att den inte delas in i några underarter.

### Familjetillhörighet
Fjällkronad stubbstjärt placerades tidigare i den stora familjen sångare (Sylviidae). DNA-studier har dock visat att arterna i familjen inte är varandras närmaste släktingar och har därför delats upp i ett antal mindre familjer. Manchurisk stubbstjärt med släktingar förs idag till familjen cettior (Cettiidae eller Scotocercidae) som är nära släkt med den likaledes utbrytna familjen lövsångare (Phylloscopidae) men också med familjen stjärtmesar (Aegithalidae). Även de två afrikanska hyliorna, numera urskilda i egna familjen Hyliidae, anses höra till gruppen.

## Levnadssätt
Fjällkronad stubbstjärt förekommer i tät undervegetation som dvärgbambu i låglänta barr- och blandskogar. Den födosöker på marken eller i tät växtlighet efter ryggradslösa djur och larver och är mycket svår att få syn på. Fågeln häckar från slutet av april till juli, ofta kooperativt där andra individer hjälper paret med att ta hand om ungarna.

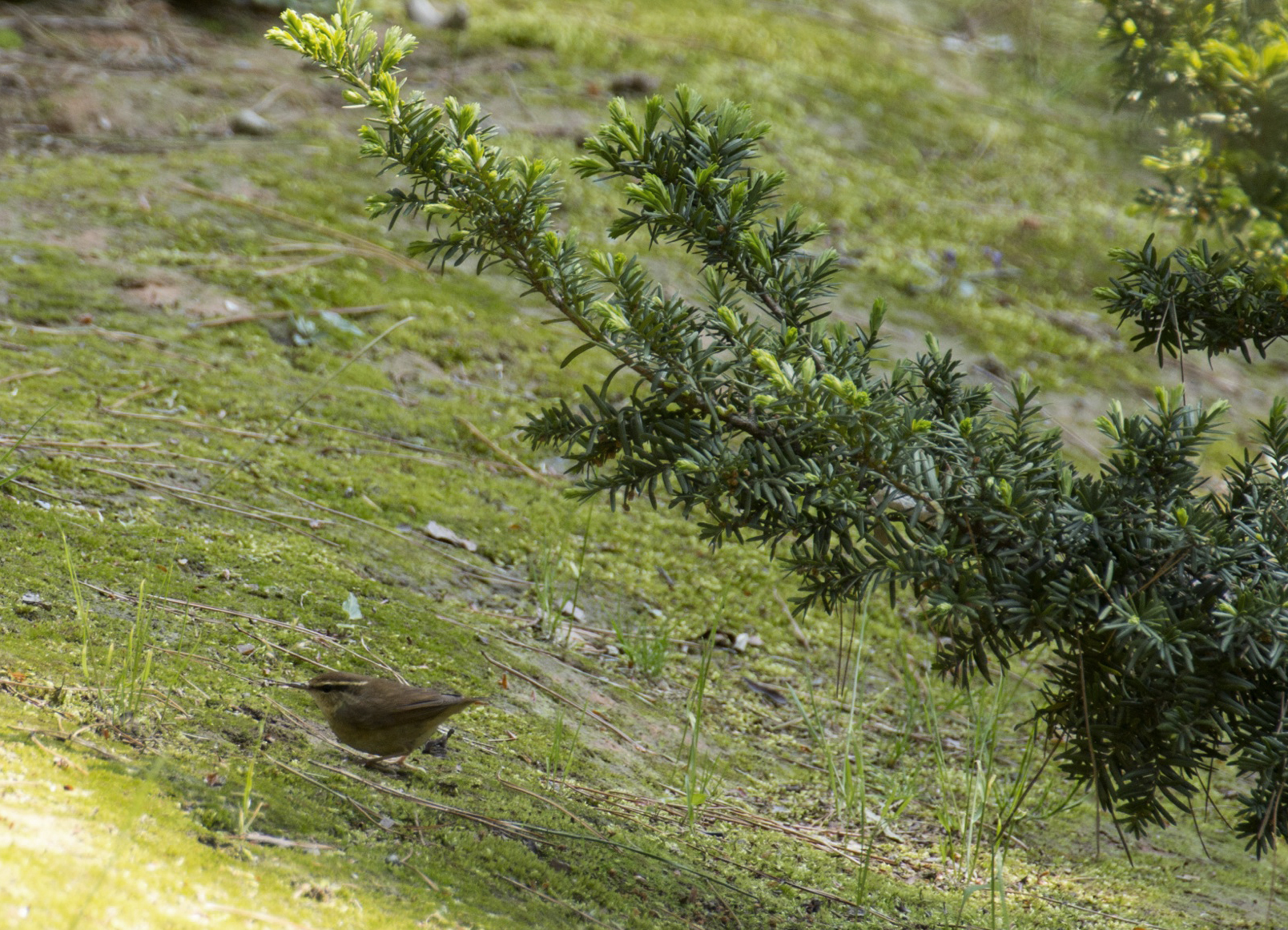
Manchurisk stubbstjärt fotograferad i Komatsu, Ishikawa, Japan

## Status och hot
Arten har ett stort utbredningsområde, men tros minska i antal, dock inte tillräckligt kraftigt för att den ska betraktas som hotad. Internationella naturvårdsunionen IUCN listar arten som livskraftig (LC).  Världspopulationen har inte uppskattats men den beskrivs som lokalt vanlig.